# Wilson W. Wyatt
 Wilson Watkins Wyatt (* 21. November 1905 in Louisville, Kentucky; † 11. Juni 1996 ebenda) war ein US-amerikanischer Politiker. Zwischen 1959 und 1963 war er Vizegouverneur des Bundesstaates Kentucky.

## Werdegang
Nach einem Jurastudium an der University of Louisville und seiner 1927 erfolgten Zulassung als Rechtsanwalt begann Wilson Wyatt in diesem Beruf zu arbeiten. Er war auch juristischer Berater einiger Medienfirmen. Gleichzeitig schlug er als Mitglied der Demokratischen Partei eine politische Laufbahn ein. Zwischen 1941 und 1945 war er Bürgermeister seiner Heimatstadt Louisville. In den Jahren 1944, 1948, 1952 und 1960 nahm er als Delegierter an den jeweiligen Democratic National Conventions teil. 1948 arbeitete er ein Jahr lang für die Bundesbehörde zur Mobilmachung (Office of War Mobilization).
Im Jahr 1959 wurde Wyatt an der Seite von Bert T. Combs zum Vizegouverneur von Kentucky gewählt. Dieses Amt bekleidete er zwischen 1959 und 1963. Dabei war er Stellvertreter des Gouverneurs und Vorsitzender des Staatssenats. 1962 kandidierte er erfolglos für den US-Senat. Ein Jahr später wurde er Mitglied im Staatsvorstand seiner Partei. Wilson Wyatt war auch Mitglied mehrerer Organisationen und Vereinigungen. Er starb am 11. Juni 1996 in Louisville, wo er auch beigesetzt wurde.